# Bellacher Weiher
Der Bellacher Weiher (auch Bellacherweiher oder Bellacher-Weiher geschrieben; nach den amtlichen Kartenwerken einfach Weier ohne Bestimmungswort) ist ein Teich in der Gemeinde Bellach im Schweizer Kanton Solothurn. Er liegt unmittelbar am Jurasüdfuss und hat eine Fläche von ca. 3,35 ha sowie eine maximale Tiefe von 2,20 m.

## Geschichte
Der Teich sollte ursprünglich die Stadt Solothurn mit Fischen versorgen. Nach der Darstellung von Kurt Jäggi im Bellacher-Kalender 1977 wurde ein Meister Ulrich von Egliswil, Dammbauer, 1456 vom Rat der Stadt mit der Anlage des heutigen Teiches beauftragt. Gemäss der Bellacher Dorfgeschichte von 1990 handelte es sich dabei jedoch um einen anderen Weiher namens Oberer Bellacher Weiher, der später auf Selzacher Gemeindegebiet lag, während der heute noch bestehende Weiher erst 1548 als Seusetweiher oder Unterer Bellacher Weiher aufgestaut wurde. Es erwies sich bald, dass die Kosten für das Einsetzen der Fische in keinem günstigen Verhältnis zum Ertrag der Teiche standen. «Das Ausfischen der Weiher war hauptsächlich ein Fest für die Ratsherren selber, die in corpore dabei erschienen und sich reichlich mit Fischen und Wein verpflegen liessen.» Diese Festessen für den Solothurner Rat schmälerten den Erlös erheblich, da jeweils mindestens 101 Ratsmitglieder sowie vermutlich weitere Gäste daran teilnahmen. Der Rat erwog mehrmals, die Teiche aufzuheben oder zu verkaufen, «doch siegte immer wieder die Lust am Festessen».

Gefecht am 2. März 1798

In die Annalen ging der Weiher auch durch das Jahr 1798 ein, als an seinen Gestaden das wichtigste Gefecht zwischen den in das Land einmarschierenden Truppen Napoleons unter General Schauenburg und den solothurnischen Truppen des Generals Josef Bernhard Altermatt stattfand, wobei die Franzosen schnell siegten und danach kampflos Solothurn und den übrigen Kanton besetzten.
1861 übernahm die mechanische Baumwollweberei Schwarz & Co. den Bellacher Weiher und nutzte sein Wasser, das in einer Rohrleitung zur Weberei geführt wurde, für den Antrieb ihrer Maschinen. Im Bellacher Volksmund wird der Teich seither «Schwarzes Meer» oder «Schwarzmeer» genannt. Die Weberei verpachtete den Teich auch für die Fischerei. 1945 wurde er zum kantonalen Naturschutzgebiet erklärt. Ab 1955 wechselte der Bellacher Weiher mehrmals den Eigentümer. 2001 wurde er von der Familie Stöckli erworben.
Bei entsprechenden winterlichen Witterungsverhältnissen kann der Bellacher Weiher zum Eislaufen genutzt werden. Besonders im ausgehenden 19. und beginnenden 20. Jahrhundert war er bei Schlittschuhläufern der Region so beliebt, dass am Ufer sonntags zuweilen eine Festwirtschaft betrieben wurde.
Bis zum Anfang des 20. Jahrhunderts wurde der Bellacher Weiher auch genutzt, um Natureis zu gewinnen. Für die Landwirte war er darüber hinaus von Nutzen, da sie den Abfluss für die Bewässerung ihrer Felder verwenden durften.

## Verlandung
Lange Zeit zeigte der Bellacher Weiher eine Tendenz zur Verlandung. Jeden Sommer wurde er von Seerosen und Tausendblatt fast zur Gänze überwachsen. Die anschliessend absinkende Biomasse bildete auf dem Seegrund eine Schlammschicht von zunehmender Dicke. Die maximale Wassertiefe schrumpfte dadurch allein zwischen 1987 und 2004 von knapp 3 m auf 2,20 m. Zu Beginn der 1960er Jahre wurde ein zu Sumpf- und Riedgebiet gewordener Teil aufgefüllt, um Kulturland zu gewinnen.
Die gegenwärtige Besitzerfamilie bemüht sich darum, den Verlandungsprozess aufzuhalten und den Teich zu stabilisieren. Von 2004 bis 2007 wurde zu diesem Zweck ein Versuch mit dem wissenschaftlich umstrittenen System Plocher durchgeführt, welches die Wasserqualität durch sogenannte «informierte» Materialien verbessern sollte. Gemäss dem Abschlussbericht des Projekts wurden damit eine Senkung des pH-Werts und ein erhöhter Sauerstoffgehalt erreicht sowie die Ansammlung von Faulschlamm gestoppt. Weitere Massnahmen sollen in Zusammenarbeit mit den Landwirten der Umgebung erfolgen.